# Epiphyllum pumilum
Epiphyllum pumilum, vrsta kaktusa iz Meksika, Gvatemale i Hondurasa.

## O uzgoju
- Preporučena temperatura:  10-12°C
- Tolerancija hladnoće:   ne podnosi hladnoću
- Minimalna temperatura: 12°C
- Izloženost suncu:  treba biti na svjetlu
- Porijeklo:  Meksiko (Oaxaca)
- Potrebnost vode:   što je manje moguće vode ,treba dobru drenažu

## Vanjske poveznice
|  | Zajednički poslužitelj ima stranicu o temi Epiphyllum pumilum    |
|  | Zajednički poslužitelj ima još gradiva o temi Epiphyllum pumilum |
|  | Wikivrste imaju podatke o taksonu Epiphyllum pumilum             |